# Kirchdorf am Inn (Oberösterreich)
Kirchdorf am Inn ist eine Gemeinde in Oberösterreich im Bezirk Ried im Innkreis  im Innviertel mit 661 Einwohnern (Stand 1. Jänner 2025). Die Gemeinde liegt im Gerichtsbezirk Ried im Innkreis.

## Geografie
Der Ort Kirchdorf am Inn liegt auf 335 Meter Höhe. Die Gemeinde wird im Norden durch den Inn begrenzt, der in 330 Meter über dem Meer fließt. In ihm liegen einige Inseln, die zur Gemeinde gehören. In einer Entfernung von 100 bis 300 Meter vom Ufer steigt das Land etwa dreißig Meter steil an und ist dann bis über die Gemeindegrenze hinaus flach hügelig. Die Ausdehnung beträgt von Nord nach Süd 5,1 Kilometer, von West nach Ost 5,1 Kilometer. Die Gesamtfläche beträgt 14 Quadratkilometer. Davon sind 63 Prozent landwirtschaftliche Nutzfläche, 22 Prozent sind Gewässer und neun Prozent Wald.

### Gemeindegliederung
Das Gemeindegebiet umfasst folgende Ortschaften (in Klammern Einwohnerzahl Stand 1. Jänner 2025):
- Graben (64)
- Katzenberg (122)
- Katzenbergleithen (56)
- Kirchdorf am Inn (257)
- Pirath (56)
- Simetsham (37)
- Ufer (69)

### Nachbargemeinden
|                 | Bad Füssing                                 | Obernberg am Inn |
| Mühlheim am Inn | Kompassrose, die auf Nachbargemeinden zeigt | St. Georgen      |
|                 | Geinberg                                    |                  |

## Geschichte

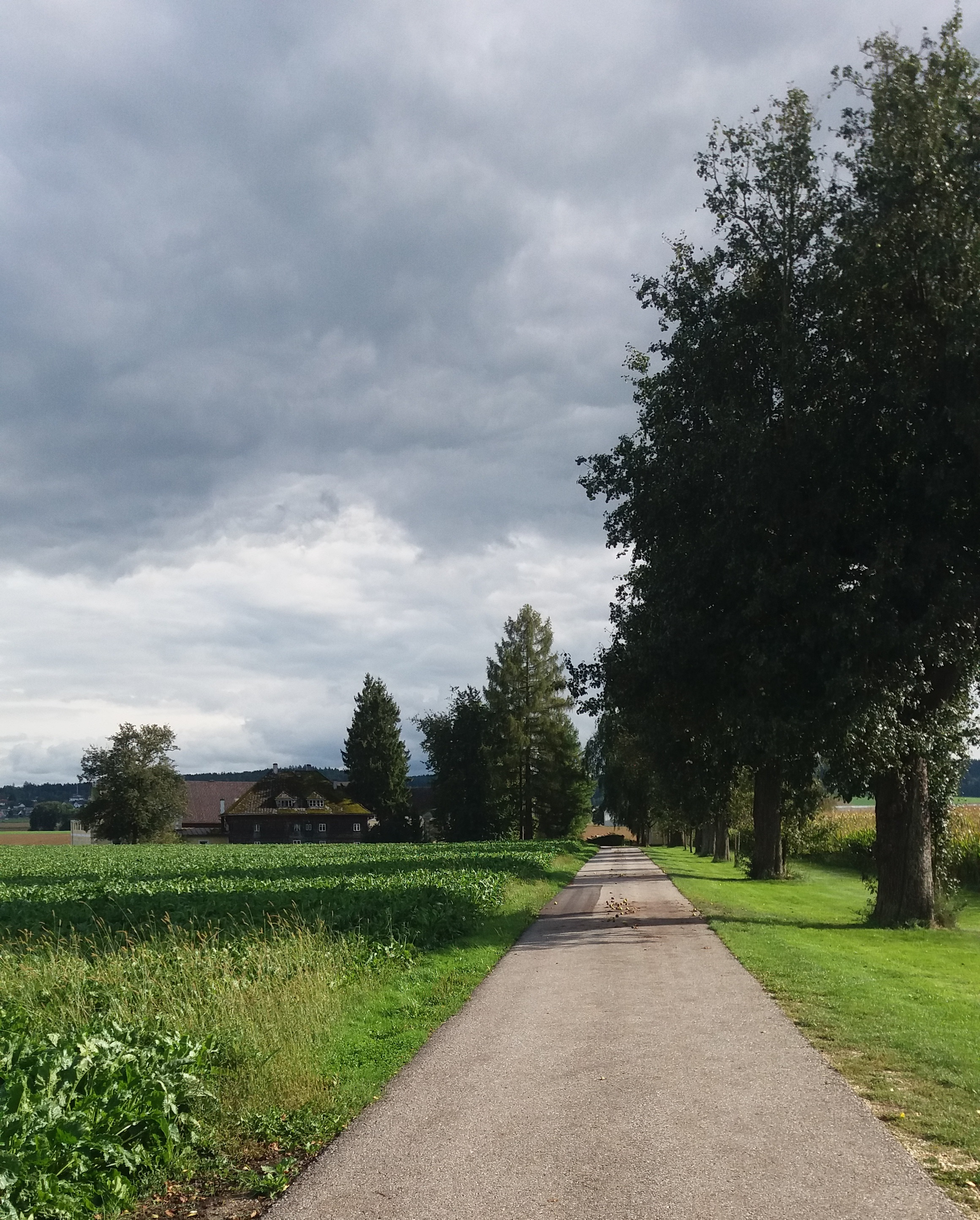
Bauernhof „Wührer“ in der Ortschaft Pirath, in dessen Nähe 1924 der „Römerstein von Pirath“ gefunden wurde

In römischer Zeit gehörte das Gebiet um Kirchdorf südlich des Inn zur Provinz Noricum. In der Ortschaft Pirath wurde im September 1924 beim Ackern ein Römerstein mit Inschrift gefunden, der später als Fragment eines Grabdenkmals aus der Zeit zwischen 70 n. Chr. und 150 n. Chr. identifiziert werden konnte. Es handelt sich dabei um eine 84 × 52 cm große, rechteckige Platte aus weißem Gummerner Marmor in der Stärke von 6 bis 8,5 cm. Die Inschrift besagt: „Für die Gattin Crispa, verstorben im Alter von 40 Jahren, hat Saecularis, Diener der Sabinia Digna, zu Lebzeiten [diesen Grabstein] für sich und die Seinen gesetzt.“ Vermutlich befand sich in diesem Gebiet eine villa rustica, das der erwähnten Gutsbesitzerin Sabinia Digna gehörte. Das Original des „Römersteins von Pirath“ kam 1954 ins Schlossmuseum Linz, ein Abguss befand sich früher in der Kapelle des Wührergutes in Pirath und ist nun im Römermuseum „Ochzethaus“ in Altheim ausgestellt.
Die Burg Graben war Besitz der Ortenburger und wird erstmals 1160 urkundlich erwähnt. Diese waren im Streit mit dem Bischof von Passau. Nachdem die Ortenburger während einer Pilgerfahrt des Bischofs dessen Kirchengut brandschatzten, zerstörte der Bischof die Burg, die nicht wieder aufgebaut wurde.
Die Burg Chotzenperig (Katzenberg) wird 1196 als Eigentum der Bischöfe von Passau erwähnt. 1300 bis 1525 hatten es die Mautner als Lehen, nach ihrem Aussterben folgten die Schwarzenstein. Nach dem Aussterben der Schwarzenstein 1595 erbten die Taufkirchen die Herrschaft Katzenberg. 1819 heiratete die Tochter des letzten Grafen von Taufkirchen den Grafen Aham und brachte Katzenberg in die Ehe ein. Graf Aham verkaufte Katzenberg 1830, worauf die Besitzer mehrmals wechselten. 1931 kaufte die Familie Steinbrener (Inhaber des ursprünglich in Winterberg ansässigen Unternehmens J. Steinbrener) das Anwesen, und in ihrem Besitz befindet sich das Schloss noch heute.
Seit Gründung des Herzogtums Bayern war Kirchdorf bis 1779 bayrisch. Der Ort kam nach dem Frieden von Teschen 1779 zusammen mit den östlich des Inn gelegenen Gebieten des kurfürstlichen Rentamtes Burghausen, die bis dahin „Innbaiern“ geheißen hatten, als „Innviertel“ zu Österreich. Der Untere Inn, der bis dahin in erster Linie ein Handelsweg innerhalb Bayerns gewesen war, wurde damit zum Grenzfluss zwischen dem Kurfürstentum Bayern und Österreich ob der Enns.  Während der Napoleonischen Kriege wieder kurz bayrisch, gehört Kirchdorf  seit 1816 (Vertrag von München) endgültig zu Oberösterreich.

### Einwohnerentwicklung
1991 hatte die Gemeinde laut Volkszählung 620 Einwohner, 2001 dann 630 Einwohner. Die Zunahme erfolgte, da die Geburtenbilanz (+17) die negative Wanderungsbilanz (−7) wettmachte. Von 2001 bis 2011 nahm die Bevölkerungszahl auf 606 Personen ab, da die Abwanderung stärker wurde und durch die Geburtenbilanz nicht mehr aufgehoben werden konnte.

## Kultur und Sehenswürdigkeiten

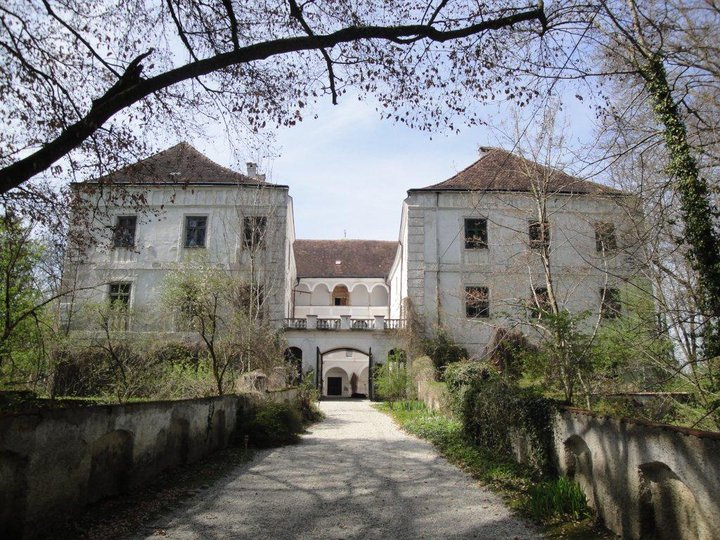
Schloss Katzenberg

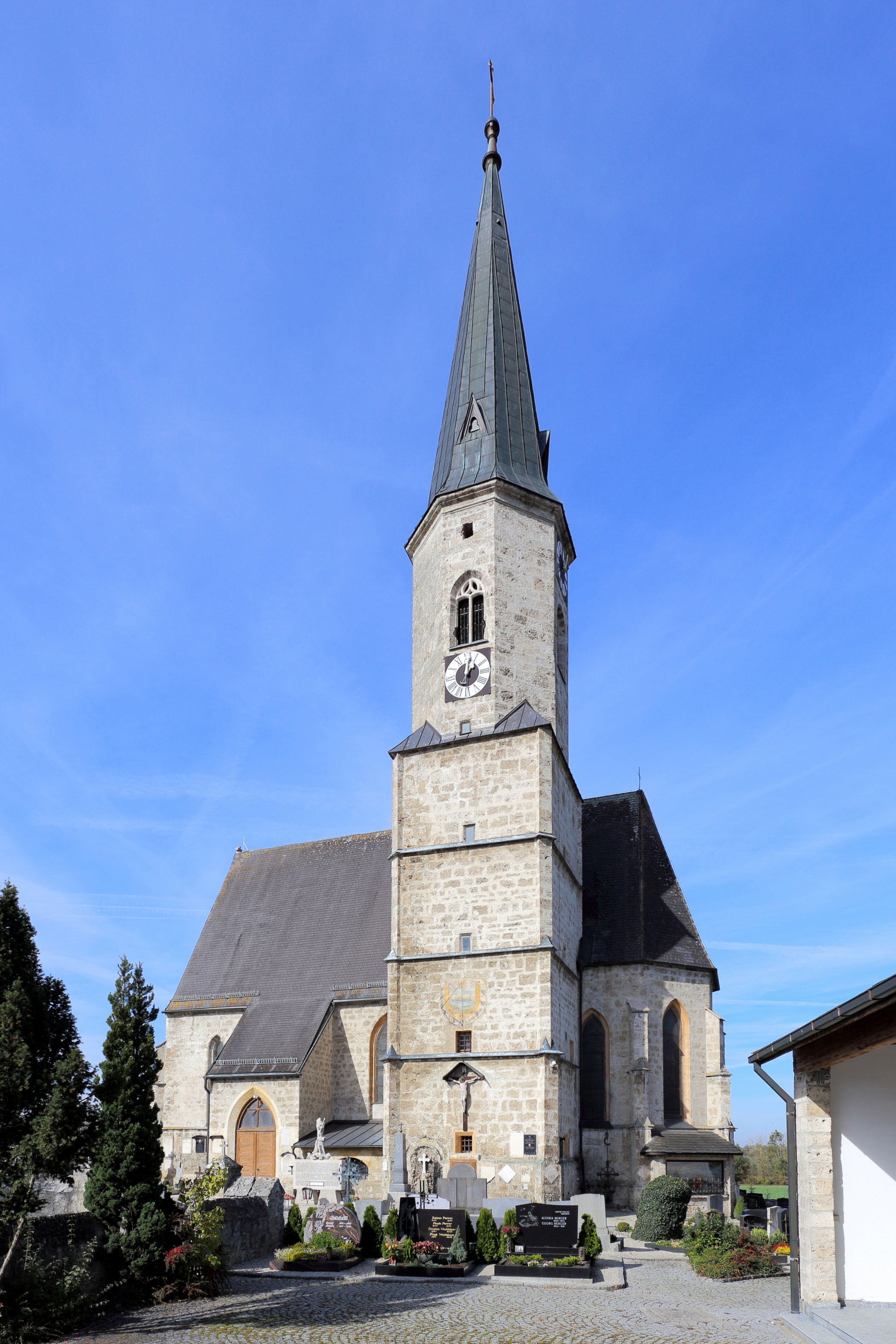
Pfarrkirche Kirchdorf am Inn

- Schloss Katzenberg mit einem Buchbindereimuseum
- Katholische Pfarrkirche Kirchdorf am Inn Mariä Himmelfahrt: Ein gotischer Tuffsteinbau mit einem mächtigen Turm im südlichen Chorwinkel, einem einschiffigen, dreijochigen Langhaus und einem leicht eingezogenen, zweijochigen Chor (datiert mit 1486). Der Hochaltar aus dem Anfang des 18. Jahrhunderts stellt die Marienkrönung dar und der linke Seitenaltar aus dem dritten Viertel des 17. Jahrhunderts die Geburt Christi. Im Langhaus befinden sich mehrere Grabsteine der Inhaber von Schloss Katzenberg aus dem 16. und Anfang des 17. Jahrhunderts. Der gotische Bau wurde barockisiert.

### Regelmäßige Veranstaltungen
- Aufest: seit 1984

## Wirtschaft und Infrastruktur

### Wirtschaftssektoren
Von den 29 landwirtschaftlichen Betrieben des Jahres 2010 wurden dreizehn von Haupterwerbsbauern bewirtschaftet. Im Produktionssektor arbeiteten 23 Erwerbstätige im Bereich Warenherstellung und neun im Baugewerbe. Die wichtigsten Arbeitgeber des Dienstleistungssektors waren die Bereiche Beherbergung und Gastronomie (17) und soziale und öffentliche Dienste (16 Erwerbstätige).
| Wirtschaftssektor            | Anzahl Betriebe | Anzahl Betriebe | Erwerbstätige | Erwerbstätige |
| Wirtschaftssektor            | 2011            | 2001            | 2011          | 2001          |
| ---------------------------- | --------------- | --------------- | ------------- | ------------- |
| Land- und Forstwirtschaft 1) | 29              | 37              | 20            | 28            |
| Produktion                   | 3               | 3               | 32            | 18            |
| Dienstleistung               | 28              | 17              | 60            | 39            |

1) Betriebe mit Fläche in den Jahren 2010 und 1999

### Arbeitsmarkt, Pendeln
Im Jahr 2011 lebten 274 Erwerbstätige in Kirchdorf am Inn. Davon arbeiteten 65 in der Gemeinde, mehr als drei Viertel pendelten aus.

## Politik
Der Gemeinderat hat 13 Mitglieder.

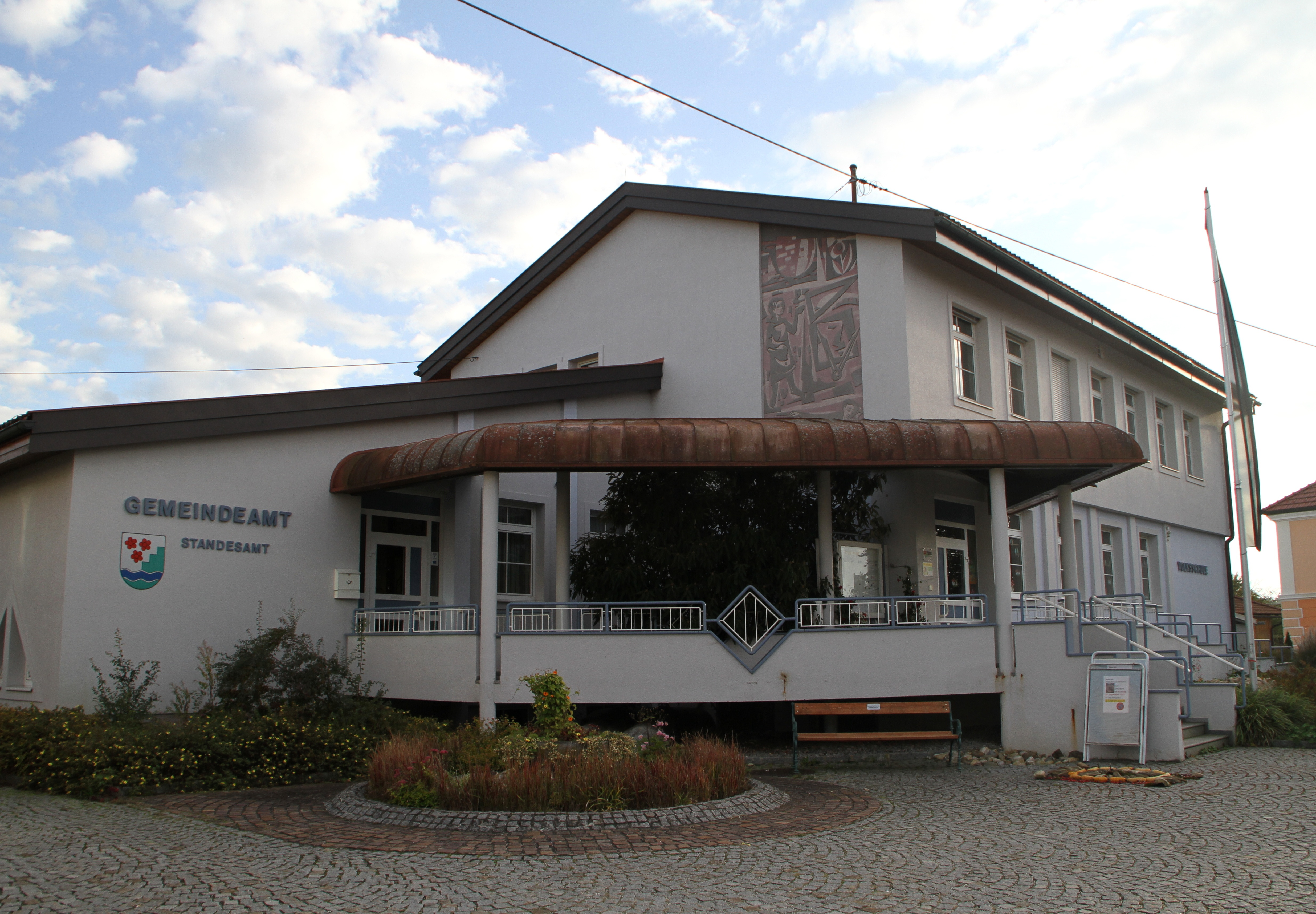
Gemeindeamt Kirchdorf am Inn

- Mit den Gemeinderats- und Bürgermeisterwahlen in Oberösterreich 1997 hatte der Gemeinderat folgende Verteilung: 9 ÖVP, 2 FPÖ und 2 SPÖ.
- Mit den Gemeinderats- und Bürgermeisterwahlen in Oberösterreich 2003 hatte der Gemeinderat folgende Verteilung: 9 ÖVP, 3 SPÖ und 1 FPÖ.
- Mit den Gemeinderats- und Bürgermeisterwahlen in Oberösterreich 2009 hatte der Gemeinderat folgende Verteilung: 9 ÖVP, 2 FPÖ und 2 SPÖ.
- Mit den Gemeinderats- und Bürgermeisterwahlen in Oberösterreich 2015 hatte der Gemeinderat folgende Verteilung: 13 ÖVP.
- Mit den Gemeinderats- und Bürgermeisterwahlen in Oberösterreich 2021 hat der Gemeinderat folgende Verteilung: 9 ÖVP und 4 FPÖ.[15][16]

### Bürgermeister
Bürgermeister seit 1894 waren:
- 1894–1910 Mathias Ratzinger
- 1910–1915 Karl Schrems
- 1915–1919 Franz Ohlinger
- 1919–1924 Max Wührer
- 1924–1945 Engelbert Treiblmeier
- 1945–1947 Max Doblhammer
- 1947–1955 Max Wührer
- 1955–1973 Alois Wührer
- 1973–1985 Alois Auer
- 1985–2009 Josef Wührer (ÖVP)
- seit 2009 Josef Schöppl (ÖVP)

### Wappen
Offizielle Beschreibung des Gemeindewappens: Durch einen blauen, von silbernen Wellenleisten gesäumten Wellenbalken erniedrigt geteilt; oben in Silber in der linken Schildhälfte drei grüne Stufen, begleitet von drei roten, zwei zu eins gestellten heraldischen Rosen, unten Grün. Die Gemeindefarben sind Grün-Weiß-Rot.
Die drei roten Rosen stammen aus dem Familienwappen des 1525 ausgestorbenen Adelsgeschlechtes der Mautner, die seinerzeit Inhaber von Schloss Katzenberg waren und das später auch von ihren Nachfolgern, den Grafen von Taufkirchen, geführt wurde. Das blaue wellenförmige Band stellt den Inn dar, die drei grünen Stufen symbolisieren die geografische Eigenart der Stufenlandschaft.

## Persönlichkeiten

### Söhne und Töchter der Gemeinde
- Alois Wührer (1906–1981), Politiker (ÖVP) und Landwirt